# Dixon Rentería
Dixon Stiven Rentería Mosquera, noto semplicemente come Dixon Rentería (El Retorno, 24 settembre 1995), è un calciatore colombiano, difensore del San Miguel.

## Caratteristiche tecniche
È un difensore centrale.

## Carriera
Cresciuto nel settore giovanile del Santa Fe, nel 2015 viene prestato all'Expreso Rojo con cui fa il proprio debutto fra i professionisti il 19 febbraio in occasione dell'incontro di Copa Colombia perso 2-0 contro il Bogotá. Negli anni seguenti viene nuovamente girato in prestito prima allo Llaneros e poi per tre stagioni di fila all'Unión Magdalena con cui fa anche il proprio debutto in Categoría Primera A.
Nel luglio 2019 viene confermato in rosa dal Santa Fe restandovi per un anno e mezzo, prima di un nuovo prestito questa volta in Argentina al Central Córdoba (SdE).

## Statistiche

### Presenze e reti nei club
Statistiche aggiornate al 1º agosto 2021.
| Stagione        | Squadra               | Campionato      | Campionato | Campionato | Coppe nazionali | Coppe nazionali | Coppe nazionali | Coppe continentali | Coppe continentali | Coppe continentali | Altre coppe | Altre coppe | Altre coppe | Totale | Totale |
| Stagione        | Squadra               | Comp            | Pres       | Reti       | Comp            | Pres            | Reti            | Comp               | Pres               | Reti               | Comp        | Pres        | Reti        | Pres   | Reti   |
| --------------- | --------------------- | --------------- | ---------- | ---------- | --------------- | --------------- | --------------- | ------------------ | ------------------ | ------------------ | ----------- | ----------- | ----------- | ------ | ------ |
| 2015            | Expreso Rojo          | B               | 26         | 2          | CC              | 4               | 2               |                    | -                  | -                  |             | -           | -           | 30     | 4      |
| 2016            | Llaneros              | B               | 18         | 2          | CC              | 4               | 0               |                    | -                  | -                  |             | -           | -           | 22     | 2      |
| 2017            | Unión Magdalena       | B               | 26         | 2          | CC              | 7               | 0               |                    | -                  | -                  |             | -           | -           | 33     | 2      |
| 2018            | Unión Magdalena       | B               | 32         | 2          | CC              | 1               | 0               |                    | -                  | -                  |             | -           | -           | 33     | 2      |
| 2019            | Unión Magdalena       | A               | 5          | 0          | CC              | 5               | 0               |                    | -                  | -                  |             | -           | -           | 10     | 0      |
| 2019            | Santa Fe              | A               | 10         | 0          | CC              | 0               | 0               |                    | -                  | -                  |             | -           | -           | 10     | 0      |
| 2020            | Santa Fe              | A               | 12         | 1          | CC              | 2               | 0               |                    | -                  | -                  |             | -           | -           | 14     | 1      |
| 2021            | Central Córdoba (SdE) | PD              | 3          | 0          | CA+CdL          | 0+10            | 0               |                    | -                  | -                  |             | -           | -           | 13     | 0      |
| Totale carriera | Totale carriera       | Totale carriera | 132        | 9          |                 | 33              | 2               |                    | -                  | -                  |             | -           | -           | 165    | 11     |